# Baetis acceptus
Baetis acceptus is een haft uit de familie Baetidae. De wetenschappelijke naam van de soort is voor het eerst geldig gepubliceerd in 1985 door Müller-Liebenau & Hubbard.
De soort komt voor in het Oriëntaals gebied.